# Ruggeri Ubaldini
Pour les articles homonymes, voir Ubaldini.
Ruggeri Ubaldini fut un archevêque de Pise au XIIIe siècle, cité dans la Divine Comédie de Dante.

## Biographie
Neveu du cardinal Ottaviano Ubaldini, il commença sa carrière ecclésiastique à la cour épiscopale de Bologne, et fut appelé en 1271 par les gibelins de Ravenne pour occuper le trône archiépiscopal de cette ville contre un concurrent guelfe. La lutte de ces deux rivaux amena le pape à les défaire tous les deux. En 1278, il fut nommé archevêque de Pise, ville alors aux mains des guelfes Ugolin della Gherardesca et Nino Visconti.
Voulant diviser pour mieux régner, il prit le parti de Nino Visconti, et favorisa la révolte qui déposa Ugolin. Selon un chroniqueur de l'époque, il se serait emparé de sa personne par trahison et le fit enfermer avec deux de ses fils et deux de ses neveux dans une tour dont il jeta les clefs dans l'Arno, les laissant mourir de faim.
Ruggeri se fit alors nommer podestat de Pise en 1289, mais il dut renoncer à cet office face à la haine farouche des Visconti qu'il s'était attirée. Il conserva néanmoins son archidiocèse, et mourut à Viterbe en 1295.

## Ruggeri Ubaldini dans laDivine Comédie
Dante le nomme dans le chant XXXIII de l'Enfer de la Divine Comédie. L'archevêque Roger est placé dans la deuxième zone (Antenora) du neuvième cercle, celui réservé aux traîtres envers leur patrie : figé dans la glace à côté d'Ugolin, son châtiment est d'être sans cesse dévoré par ce dernier, allusion à la légende selon laquelle Ugolin avant de mourir de faim aurait dévoré ses fils. La figure de Roger dans le poème est néanmoins complètement muette et absente, tant elle semble pétrifiée dans son supplice.